# VisionOS 26
visionOS 26 est la troisième version majeure du système d'exploitation de l'ordinateur spatial Apple Vision Pro, développé par Apple Inc. Le système d'exploitation a été lancé en bêta pour les développeurs le 9 juin 2025 lors de la Worldwide Developers Conference. Le système fonctionne avec l'Apple Vision Pro, le seul appareil pouvant exécuter visionOS. 
La numérotation du système a été modifiée pour refléter l’année à venir et s’harmoniser avec le reste de l’écosystème Apple, on passe ainsi de visionOS 2 à visionOS 26.

## Fonctionnalités de visionOS 26

### Widgets spatiaux
Il est désormais possible d’ajouter des widgets virtuels dans son environnement avec visionOS 26, comme une horloge fixée à un mur ou une fenêtre virtuelle.

### Déverrouillage de iPhone
Il est possible maintenant de déverrouiller son iPhone en utilisant son casque.

### Personas
Les avatars Personas sur visionOS ont été améliorés avec la mise en place d'un nouveau processus de configuration plus efficace, pour un rendu final amélioré.

### Expériences spatiales partagées
Le système permet maintenant à plusieurs utilisateurs équipés d'un Apple Vision Pro de visualiser et de manipuler le même contenu 3D. Cette fonctionnalité permet le travail de groupe sur des objets en 3D affichés en réalité augmentée. Il est également possible d'utiliser cette fonctionnalité pour regarder le même film à plusieurs.

### Périphériques
Il est possible de connecter et d'utiliser les manettes du PlayStation VR2 sur le casque avec visionOS 26. Logitech propose également un stylet pour permettre de dessiner avec le Vision Pro.

### Centre de contrôle
Le centre de contrôle a été réorganiser avec visionOS 26 en regroupant plusieurs fonctions sur un seul écran, comme le partage d’écran, le mode Focus, le contrôle du son et le mode Voyage.